# Johnny Weissmuller
(Johnny Weissmuller)
Johnny Weissmuller, all'anagrafe Johann Peter Weißmüller, battezzato János Weißmüller (Freidorf, 2 giugno 1904 – Acapulco, 20 gennaio 1984), è stato un nuotatore, pallanuotista e attore statunitense.
È stato uno dei nuotatori più premiati della storia, vincitore di 6 medaglie olimpiche di cui 5 ori, 52 titoli nazionali statunitensi e con 67 record mondiali stabiliti in carriera; fu il primo al mondo a scendere sotto il minuto nei 100 m stile libero, il 9 luglio 1922. Abbandonato l'agonismo, si dedicò al cinema divenendo celebre nel ruolo di Tarzan in una nota serie di film.

## Biografia

### I primi anni
Weissmuller nacque a Szabadfalu, in tedesco o Freidorf in romeno, nell'allora Impero austro-ungarico, allora villaggio di campagna e oggi quartiere di Timișoara, Romania. Sull'atto di battesimo fu registrato come János Weißmüller, figlio di Petrus Weißmüller ed Erzsébet Kersch, sassoni di Transilvania.
La famiglia emigrò pochi mesi dopo negli Stati Uniti partendo dal porto di Rotterdam il 14 gennaio 1905 e, arrivando a New York dopo una traversata di dodici giorni. Come era normale in quel periodo i loro nomi furono americanizzati e nei registri dell'immigrazione vennero quindi iscritti come Peter, Elizabeth e Johann Weissmuller. Dopo un breve soggiorno a Chicago presso parenti, si stabilirono a Windber, in Pennsylvania, dove Peter Weissmuller aveva trovato lavoro come minatore. Il 3 settembre 1905 nacque il secondo figlio della coppia, Peter Weissmuller Jr. Qualche anno dopo la famiglia tornò a dove il padre gestiva un bar e la madre era capocuoca in un famoso ristorante, il loro matrimonio però entrò in crisi ed Elizabeth chiese il divorzio.
Sin da piccoli, Johnny e il fratello mostrarono grande passione per il nuoto. Una volta trasferitisi a Chicago, le spiagge del lago Michigan divennero il loro posto preferito. Johnny frequentava la piscina dello Stanton Park e vinceva tutte le gare di nuoto cui partecipava. A dodici anni entrò nella squadra della YMCA.

### La carriera nel nuoto

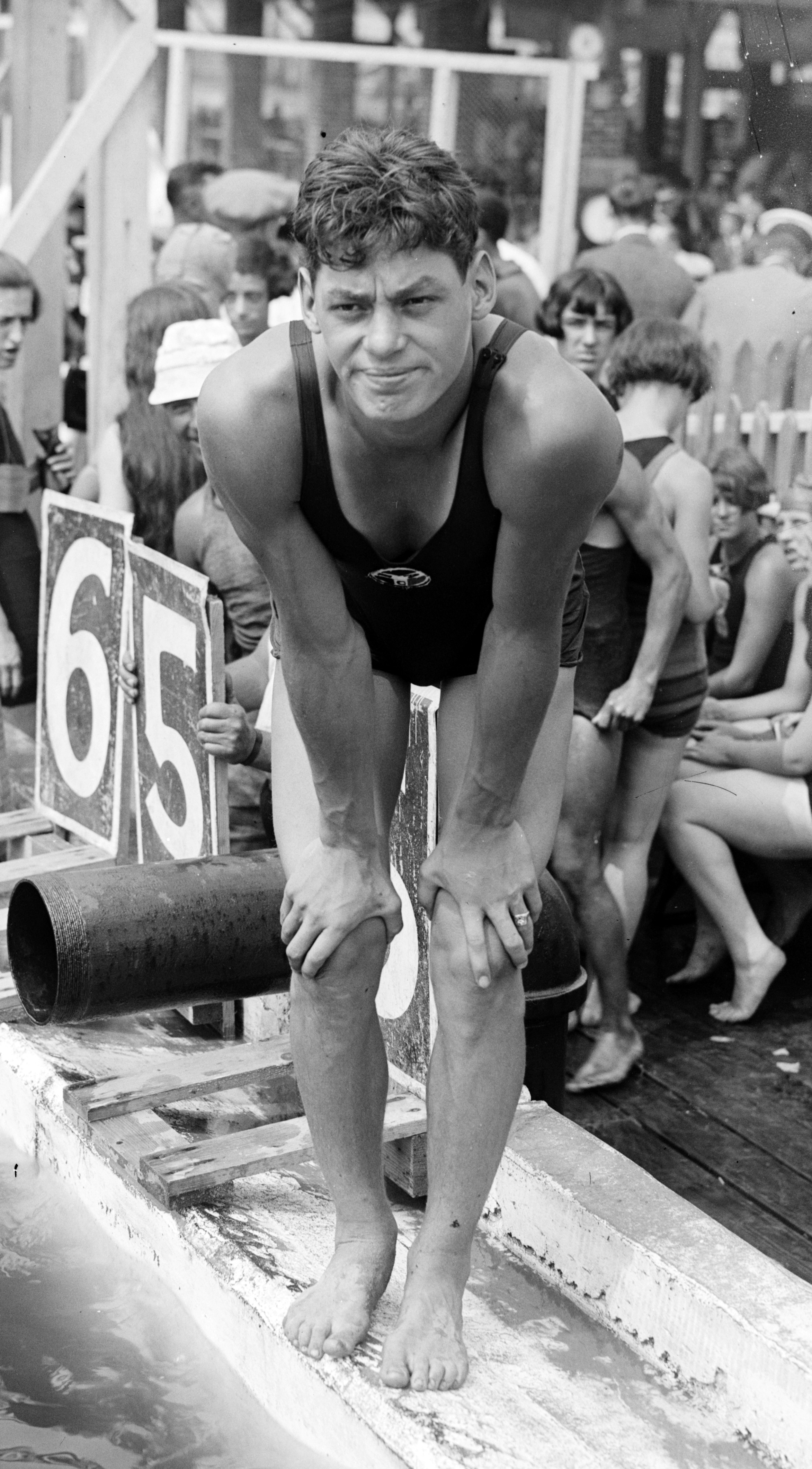
Weissmüller ad un incontro di nuoto a New York nel 1922

Weissmuller lasciò presto gli studi e trovò lavoro come fattorino e addetto agli ascensori del Plaza Hotel di Chicago. Nel frattempo continuava ad allenarsi all'Illinois Athletic Club, mettendo a punto il suo rivoluzionario crawl e sognando di poter un giorno partecipare ai Giochi olimpici. Il 6 agosto 1921 debuttò ai campionati statunitensi per dilettanti, vincendo le 50 yarde stile libero. Johnny Weissmuller temeva che l'essere nato all'estero potesse precludergli la convocazione nella squadra olimpica. Quindi dichiarò di essere nato a Windber, in Pennsylvania, e diede come data di nascita quella del fratello minore Peter Jr. In questo modo riuscì ad ottenere il passaporto e la possibilità di partecipare ai Giochi olimpici.
Il 9 luglio 1922, ad Alameda, Weissmuller fu il primo al mondo a scendere sotto il minuto nei 100 m stile libero, battendo il record mondiale dell'hawaiano Duke Kahanamoku con 58,6 secondi. Il 17 febbraio 1924, a Miami, lo portò a 57,4 secondi. Alle Olimpiadi del 1924 vinse tre ori: nei 100 m stile libero davanti a Kahanamoku, nei 400 m stile libero e nella staffetta 4 x 200 m. Fu bronzo come componente della squadra di pallanuoto. Quattro anni più tardi, alle Olimpiadi del 1928 vinse altri due titoli olimpici. Durante questi anni strinse una forte amicizia con il nuotatore italiano Emilio Polli, esperto alimentare, che gli compilava diete per gli allenamenti e le competizioni. Weissmuller ottenne 5 ori e un bronzo ai Giochi olimpici, 52 titoli nazionali e 67 record mondiali. Chiuse imbattuto la carriera.

## TarzaneJim della jungla

John Weissmuller con Maureen O'Sullivan (Jane) nel film Il tesoro segreto di Tarzan (1941)

Nel 1929 firmò un contratto con un marchio di costumi da bagno, come modello e uomo immagine. Si trattava di girare il paese per fare esibizioni di nuoto, distribuire volantini promozionali, firmare autografi e partecipare a trasmissioni televisive. Nello stesso anno fece la sua prima apparizione cinematografica indossando solo una foglia di fico, nel film Glorifying the American Girl. Interpretò sé stesso nel primo episodio di Crystal Champions, una serie di cortometraggi dedicati ai campioni olimpici girati a Silver Springs, in Florida.
La sua carriera cinematografica iniziò sul serio quando firmò un contratto con la Metro-Goldwyn-Mayer per la durata di sette anni. Il ruolo di Tarzan nel film Tarzan l'uomo scimmia (1932) gli diede immediata fama in tutto il mondo. La pellicola ebbe un successo enorme e piacque persino ad Edgar Rice Burroughs, l'autore dei romanzi da cui il film era stato tratto. Weissmuller girò i primi sei film di Tarzan con la MGM. Poi, nel 1942 cambiò casa cinematografica e passò alla RKO, con cui interpretò altre sei pellicole nei panni del famoso "uomo scimmia". Grazie a questi dodici film girati tra il 1932 e il 1948, guadagnò circa 2 milioni di dollari e diventò il più famoso degli interpreti di Tarzan. Nell'immaginario popolare, ancora oggi Tarzan è Johnny Weissmuller.
Abbandonato il ruolo di Tarzan, Johnny Weissmuller passò dal perizoma agli abiti interi, ma rimase nella giungla. Nel 1948 uscì Jim della giungla per la Columbia Pictures, a cui fecero seguito negli anni fino al 1954 altri 15 film con lo stesso personaggio. Nello stesso periodo Weissmuller interpretò sé stesso in altre tre pellicole.
Nel 1955 iniziò a produrre la serie televisiva di Jim della Jungla, ventisei episodi che vennero replicati per anni.

## Dopo il cinema
Weissmuller si sposò cinque volte: con la cantante Bobbe Arnst (dal 1931 al 1933), con l'attrice Lupe Vélez (dal 1933 al 1939), con Beryl Scott (dal 1939 al 1948), con Allen Gates (dal 1948 al 1962) e con Maria Bauman (dal 1963 fino alla morte nel 1984).
Dalla terza moglie ebbe tre figli, Johnny Scott Weissmuller (anche lui attore con il nome di Johnny Weissmuller Jr., 23 settembre 1940 – 27 luglio 2006), Wendy Anne Weissmuller (nata il 1º giugno 1942) e Heidi Elizabeth Weissmuller (31 luglio 1944 – 19 novembre 1962).
Alla fine degli anni cinquanta Weissmuller lasciò il mondo dello spettacolo e tornò a Chicago. Aprì una piscina e prestò il suo nome ad altre attività commerciali, ma senza grande successo. Nel 1965 si ritirò in Florida, a Fort Lauderdale. Fu il presidente fondatore della International Swimming Hall of Fame, la Hall of fame internazionale del nuoto. Nel 1970 presenziò ai Giochi del Commonwealth in Giamaica e venne presentato alla regina Elisabetta. Fece anche un cameo nel film La Sfinge (1970).
Nel 1973 lasciò la Florida per Las Vegas, dove si occupò per qualche tempo delle pubbliche relazioni al MGM Grand Hotel. Nel 1974 si ruppe un'anca e una gamba. Durante il ricovero ospedaliero scoprì che, nonostante la sua forza e una vita di esercizi quotidiani e nuoto, il suo cuore era in cattive condizioni.
Nel 1976 apparve per l'ultima volta in un film e fece l'ultima apparizione in pubblico quando fu inserito nella Hall of Fame del Body Building. L'anno dopo subì diversi attacchi cardiaci. Dopo essere stato ricoverato per un certo tempo, si trasferì assieme all'ultima moglie in Messico, dove aveva girato l'ultimo dei film di Tarzan. Morì il 20 gennaio 1984 di edema polmonare nella sua casa di Acapulco. Riposa nel Panteón Valle de la Luz, sempre ad Acapulco.
Johnny Weissmuller ha una stella nella Hollywood Walk of Fame al 6541 di Hollywood Boulevard a Hollywood.

## Palmarès
- Olimpiadi: 6 medaglie
  - 5 ori (nuoto: 3 nel 1924, 2 nel 1928)
  - 1 bronzo (pallanuoto: 1924)

## Filmografia

### Attore
- Glorifying the American Girl, regia di Millard Webb (1929)
- Tarzan l'uomo scimmia (Tarzan the Ape Man), regia di W. S. Van Dyke (1932)
- Tarzan e la compagna (Tarzan and His Mate), regia di Cedric Gibbons (1934)
- La fuga di Tarzan (Tarzan Escapes), regia di Richard Thorpe (1936)
- Il figlio di Tarzan (Tarzan Finds a Son!), regia di Richard Thorpe (1939)
- Il tesoro segreto di Tarzan (Tarzan's Secret Treasure), regia di Richard Thorpe (1941)
- Tarzan a New York (Tarzan's New York Adventure), regia di Richard Thorpe (1942)
- Tarzan contro i mostri (Tarzan's Desert Mystery), regia di Wilhelm Thiele (1943)
- Il trionfo di Tarzan (Tarzan Triumphs), regia di Wilhelm Thiele (1943)
- La taverna delle stelle (Stage Door Canteen), regia di Frank Borzage (1943)
- Tarzan e le amazzoni (Tarzan and the Amazons), regia di Kurt Neumann (1945)
- Tarzan e la donna leopardo (Tarzan and the Leopard Woman), regia di Kurt Neumann (1946)
- Fiamme nella jungla (Swamp Fire), regia di William H. Pine (1946)
- Tarzan e i cacciatori bianchi (Tarzan and the Huntress), regia di Kurt Neumann (1947)
- Tarzan e le sirene (Tarzan and the Mermaids), regia di Robert Florey (1948)
- Jim della giungla (Jungle Jim), regia di William Berke (1948)
- La tribù dispersa (The Lost Tribe), regia di William Berke (1949)
- L'orma del gorilla (Mark of the Gorilla), regia di William Berke (1950)
- La laguna della morte (Captive Girl), regia di William Berke (1950)
- L'isola dei pigmei (Pygmy Island), regia di William Berke (1950)
- Furia del Congo (Fury of the Congo), regia di William Berke (1951)
- Caccia all'uomo nella jungla (Jungle Manhunt), regia di Lew Landers (1951)
- Jim della giungla e gli uomini scimmia (Jungle Jim in the Forbidden Land), regia di Lew Landers (1952)
- La tigre sacra (Voodoo Tiger), regia di Spencer Gordon Bennet (1952)
- I ribelli dell'isola (Savage Mutiny), regia di Spencer Gordon Bennet (1953)
- La valle dei tagliatori di teste (Valley of Head Hunters), regia di William Berke (1953)
- Killer Ape, regia di Spencer Gordon Bennet (1953)
- Jungle Man-Eaters, regia di Lee Sholem (1954)
- I divoratori della giungla (Cannibal Attack), regia di Lee Sholem (1954)
- La valle degli uomini luna (Jungle Moon Men), regia di Charles S. Gould (1955)
- Devil Goddess, regia di Spencer Gordon Bennet (1955)
- Jungle Jim - serie TV, 26 episodi (1955-1956)
- Won Ton Ton, il cane che salvò Hollywood (Won Ton Ton: The Dog Who Saved Hollywood), regia di Michael Winner (1976)

### Film o documentari dove appare Johnny Weissmuller
- Water Bugs (1931)
- The Human Fish (1932)
- Sun-Kissed Stars at Palm Springs (1936)
- Medicus Film of New York World's Fair (1940)
- Rodeo Dough (1940)
- Screen Snapshots: Fun in the Sun (1952)
- Screen Snapshots: Hollywood Plays Golf (1955)
- The Phynx (1970)
- Tarzan at the Movies Part 1: Johnny Weissmuller (1996)

## Doppiatori italiani
- Gualtiero De Angelis in Tarzan e la compagna, La fuga di Tarzan
- Renato Turi in Tarzan l'uomo scimmia